# Mont Valérien
Mont Valérien je kopec v regionu Île-de-France s nadmořskou výškou 162 m nad mořem, na kterém se nachází stejnojmenná vojenská pevnost z let 1840-1844. Leží 12 km západně od Paříže nad městem Suresnes. Pevnost byla základnou francouzských výbojů proti Pařížské komuně ve dnech 21. října 1870 a 19. ledna 1871. Během druhé světové války (v letech 1941-1944) sloužila německým okupačním úřadům jako popraviště.

## Popravy za druhé světové války
Odsouzení příslušníci francouzského odboje byli před popravou zamčeni v malé kapli, odkud byli vedeni na popravu. Databáze zahrnuje v současné době 1014 osob, které byly během války na Mont Valérien zastřeleny a pohřbeny na různých hřbitovech většinou v Paříži. Původně uváděný počet 4500 popravených byl později zrevidován. Mezi popravenými byli např.
- Henri Honoré d'Estienne d'Orves (francouzský důstojník a odbojář), 29. srpna 1941
- Gabriel Péri (novinář a politik), 15. prosince 1941
- Joseph Epstein (vůdce odporu), 11. dubna 1944

## Památník

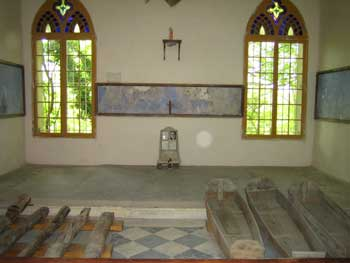
Interiér kaple

Dnes se na Mont Valérien nachází vedle amerického vojenského hřbitova (1541 pohřbených) Památník bojující Francie (Mémorial de la France Combattante) se statutem francouzského národního památníku, který byl otevřen 18. června 1960 za přítomnosti generála Charlese de Gaulla. V tento den se každoročně koná u památníku vzpomínková slavnost.
Otevřenou část památníku tvoří volný trojúhelníkovitý prostor, jehož čelní stranu tvoří 100 metrů široká zeď z červeného pískovce podél hradeb pevnosti. Uprostřed zdi stojí 12 metrů vysoký lotrinský kříž se dvěma dveřmi po stranách, kterými se vstupuje do malé výstavní místnosti. Z každé strany kříže je na zdi umístěno osm čtvercových bronzových desek, kde různí umělci ztvárnili témata války, utrpení, odporu a naděje. Před křížem hoří věčný plamen podobný tomu pod Vítězným obloukem.
Kaple nedaleko od popraviště je přístupná. Vedle ní je malý výstavní prostor s dopisy popravených. Vlastní pomník tvoří zvon před kaplí, na kterém jsou uvedena jména popravených.
Cesta, kterou vězni museli kráčet na popravu, nese název Cesta zastřelených (Parcours des fusillés).
Od roku 1990 je náměstí před památníkem pojmenováno po německém abbé Franzi Stockovi, který byl pastorem pařížských věznic a popraviště na Mont Valérien během nacistické okupace. Jména mnoha popravených osob se zachovala v jeho denících.